# 영동 가학루
영동 가학루(永同 駕鶴樓)는 충청북도 영동군 황간면 남성리에 있는 조선시대의 건축물이다. 1976년 12월 20일 충청북도의 유형문화재 제22호 영동가학루(永同駕鶴樓)로 지정되었으나, 2013년 1월 18일 현재의 문화재 명칭으로 변경되었다.

## 개요
황간향교 앞에 있는 이 누각은 자연경관을 즐기던 곳으로, 조선 태조 2년(1393)에 황간현감 하첨이 지었다. 임진왜란(1592) 때 불탔으나 새로 짓고 여러 차례 보수했다.
가학루라는 이름은 경상도관찰사 남공이 마치 학이 바람을 타고 떠다니는 듯하다 해서 지은 것이다.
앞면 4칸·옆면 4칸 규모의 1층 건물이며, 지붕 옆면이 여덟 팔(八)자 모양인 팔작지붕집이다. 기둥과 난간만 있어 사방이 탁 트인 형태로 시원하다.

## 같이 보기
- 영동 황간향교 (충청북도 유형문화재 제100호)

## 참고 자료
- 영동 가학루 - 국가유산청 국가유산포털